# 393 Lampetia
393 Lampetia eller 1894 BG är en asteroid i huvudbältet, som upptäcktes 4 november 1894 av den tyske astronomen Max Wolf. Den har fått sitt namn efter en av två personer i grekiska mytologin som bär namnet Lampetia.
Asteroiden har en diameter på ungefär 96 kilometer.